# Franciszek Młynarczyk (policjant)
Franciszek Młynarczyk (ur. 19 września 1897 w Drupi, zm. 18–21 kwietnia 1940 w Kalininie) – posterunkowy Policji Państwowej, działacz niepodległościowy, ofiara zbrodni katyńskiej.

## Życiorys
Syn Jana i Anny ze Szklarzów urodzony 19 września 1897 we wsi Drupia, w ówczesnym powiecie siedleckim guberni siedleckiej. Ukończył dwie klasy szkoły powszechnej. Od 1922 w Policji Państwowej województwa nowogródzkiego. We wrześniu 1939 pełnił służbę na Posterunku Kolejowym PP w Stołpcach.
17 września 1939 w Stołpcach został zatrzymany. W kwietniu 1940 był osadzony w obozie w Ostaszkowie. Między 17 a 19 kwietnia 1940 został przekazany do dyspozycji naczelnika Zarządu NKWD Obwodu Kalinińskiego. Między 18 a 21 kwietnia 1940 został zamordowany w Kalininie (obecnie Twer) i pogrzebany w Miednoje. Od 2 września 2000 spoczywa na Polskim Cmentarzu Wojennym w Miednoje.
Postanowieniem nr 112-52-07 Prezydenta RP Lecha Kaczyńskiego z 5 października 2007 został awansowany pośmiertnie na stopień aspiranta Policji Państwowej. Awans został ogłoszony 10 listopada 2007 w Warszawie, w trakcie uroczystości „Katyń Pamiętamy – Uczcijmy Pamięć Bohaterów”.
Był żonaty, miał dwie córki.

## Ordery i odznaczenia
- Krzyż Niepodległości – 16 marca 1937 „za pracę w dziele odzyskania niepodległości”[6]
- Krzyż Walecznych[3]
- Medal Pamiątkowy za Wojnę 1918–1921[3]
- Medal Dziesięciolecia Odzyskanej Niepodległości[3]